# Ху, Эвелин
Эвелин Ху (Evelyn L. Hu; род. 15 мая 1947, Нью-Йорк) — американский учёный в области нанотехнологий.
Доктор философии (1975), профессор Гарвардского университета, член Национальных Академии наук (2008) и Инженерной академии (2002) США, а также Академии Синика.
Окончила Барнард-колледж (бакалавр физики, 1969). В Колумбийском университете получила степени магистра (1971) и доктора философии (1975) по физике.
С 1975 по 1984 год работала в лабораториях Белла.
С 1984 года профессор Калифорнийского университета в Санта-Барбаре, в 1992—1994 годах завкафедрой.
Являлась научным содиректором-основателем California NanoSystems Institute.
С 2009 года именной профессор Гарварда — первоначально Gordon McKay Professor of Applied Physics and Electrical Engineering, ныне Tarr-Coyne Professor of Applied Physics and Electrical Engineering.
Редактор Science.
Член Американской академии искусств и наук. Фелло IEEE (1994), Американского физического общества (1995), AAAS (1998).
Являлась членом Совета НАН США (по 2019).
Награды и отличия
- Harvard Graduate Women in Science and Engineering (HGWISE) Mentor of the Year (2012, первый удостоенный[8])[9]
- Медаль Максвелла (2021)
- Distinguished Teaching Fellow Award, Национальный научный фонд
- AAAS Lifetime Mentor Award

Почётный доктор шотландских Университета Глазго и Университета Хериота-Уатта, а также Гонконгского университета науки и технологии и Университета Нотр-Дам.